# Sigvard Hultcrantz
Sigvard Gustav Emanuel Hultcrantz, detto Sigge (Götaland, 22 maggio 1888 – Stoccolma, 4 marzo 1955), è stato un tiratore a segno svedese.

## Palmarès

### Olimpiadi
- 2 medaglie:
  - 2 argenti (Anversa 1920 nella pistola libera a squadre; Anversa 1920 nella carabina piccola a squadre)